# Wildlife law (Vereinigte Staaten)
Als Wildlife law (etwa ‚Recht der wildlebenden Tiere‘) wird in den Vereinigten Staaten das Rechtsgebiet bezeichnet, das sich mit Schutz und Bewahrung wild lebender Tiere befasst.

## Rechtlicher Status wild lebender Tiere
Der Großteil der Verfassungen der einzelnen Bundesstaaten enthält Bestimmungen, die wild lebende Tiere zum Gegenstand des public interest, des öffentlichen Interesses erklären. Die Verfassung von Pennsylvania erklärt beispielhaft in Seite 27:

“Pennsylvania's public natural resources are the common property of all the people, including generations yet to come. As trustee of these resources, the Commonwealth shall conserve and maintain them for the benefit of all the people.”

Oftmals sind Jagd und Fischerei Gegenstand besonderer verfassungsrechtlicher Garantien. Dieser besondere rechtliche Status wild lebender Tiere ist eine Erbschaft des mittelalterlichen englischen Rechts, welches alles Land und alle wild lebenden Tiere zum Eigentum der Krone erklärte. Mit der Unabhängigkeit der Vereinigten Staaten ging das Eigentum verbunden mit der Pflicht zur Bewahrung des Bestandes und der Nutzung zum Gemeinwohl vom englischen König auf die einzelnen Bundesstaaten über. Das Erbe des englischen common law blieb dennoch in den Gerichtsentscheidungen lebendig, wie eine Entscheidung des Washington Supreme Court von 1914 zeigt:

“Under the common law of England all property right in animals feræ naturæ was in the sovereign, for the use and benefit of the people. The killing, taking, and juse of game was subject to absolute governmental control of the common good. This absolute power to control and regulate was vested in the colonical governments as a part of the common law. It passed with the title to game to the several states as an incident of their sovereignty, and was retained by the states for the use and benefit of the people of the states, subject only to any applicable provisions of the federal constitution.”

Die Auffassung, dass in der Tradition des englischen Rechts das Eigentum an wild lebenden Tieren dem Staat als Treuhänder der Bürger zustehe, wurde vom United States Supreme Court 1896 in der Entscheidung Geer v. Connecticut gebilligt.